# 着手
| ウィキペディアには「着手」という見出しの百科事典記事はありません（タイトルに「着手」を含むページの一覧/「着手」で始まるページの一覧）。 代わりにウィクショナリーのページ「着手」が役に立つかもしれません。 |